# Wilanow-Quartett
Das Wilanow-Quartett (andere Namen: Wilanow String Quartet, Wilanow Quartet, Kwartet Wilanowski, Kwartet Wilanów) ist ein polnisches Streichquartett, das im Jahr 1967 in Warschau gegründet wurde. Dieses Instrumentalquartett besteht aus Tadeusz Gadzina und Paweł Łosakiewicz (Violine), Ryszard Duź (Viola) und Marian Wasiółka (Violoncello). Zum Namen: Wilanów (von italienisch: Villanova) ist heute ein südlicher Stadtbezirk von Warschau am westlichen Ufer der Weichsel.

## Diskografie (Auswahl)
- Krzysztof Meyer: Streichquartette. 1990; enthält die Streichquartette Nr. 1 Op. 8a (1963/1986), Nr. 7 Op. 65 (1985) und Nr. 8 Op. 67 (1985)
- Krzysztof Meyer: Streichquartette. 1992; enthält die Streichquartette Nr. 4 Op. 33 (1974), Nr. 5 Op. 42 (1977) und Nr. 6 Op. 51 (1981)
- Krzysztof Meyer: Streichquartette. 1993; enthält die Streichquartett Nr. 9 Op. 74 (1989/90) und Klavierquintett Op. 76 (1990/91)
- Krzysztof Meyer: Streichquartette. 1998; enthält die Streichquartette Nr. 2 Op. 23 (1969), Nr. 3 Op. 27 (1971) und Nr. 10 Op. 82 (1993/94)
- Joseph Haydn: Quartets, Op. 76, Nos. 1-6 (DUX, 2013)